# Brăduț
Brăduț (in ungherese Bardóc) è un comune della Romania di 4801 abitanti, ubicata nel distretto di Covasna, nella regione storica della Transilvania.
Il comune è formato dall'unione di quattro villaggi: Brăduț, Doboșeni, Filia, Tălișoara.